# アメリカン・バンク・ノート・カンパニー・ビルディング
アメリカン・バンク・ノート・カンパニー・ビルディング（英語: American Bank Note Company Building）は、ニューヨーク市マンハッタン区フィナンシャル・ディストリクトのブロード・ストリート 70（ボウリング・グリーン近くのビーバー・ストリートの角）に位置する歴史的な建物である。

## 解説
この建物は、ニューヨーク市歴史建造物であり、カービー、プチ&グリーンによる建築である。建物は、ネオクラシカルの5階建てであり、床面積は20,000平方フィートで、事務所スペースと上階の高級アパートから構成される。ニューヨーク市の不動産業者によれば、建物は、住居、職場、小売業などが入居する多目的ビルである。バンク・ノート・カンパニーの建物は他に、1960年代に繁栄したニューヨーク市ブロンクス区のギャリソン・ストリートにもある。

## 歴史
この建物は1908年、銀行券を印刷し、通貨・証券を貯蔵する主要な会社であったアメリカン・バンク・ノート・カンパニーの建物として建造された。建物は1988年に売りに出された。東京銀行は1995年に建物を売り、1996年にレストランに改装された。1997年には歴史建造物となった。建物は2004年、世界平和のグローバル・カウンティ（GCWP）、マハリシ・マヘーシュ・ヨーギーによってUSD5.5$mで購入され、改装に490万$を要した。2010年には、無名の中国の建設・投資会社に1800万$（550万$の利益）で売られた。